# Jon Jonsson (1772–1841)
Jon Jonsson, född 3 april 1772 i Hoby församling, Blekinge län, död där 2 december 1841, var en svensk bonde och riksdagsman.
Jon Jonsson var son till bonden och smideshandlaren Jon Jonsson. Han var skattebonde och från 1799 nämndeman vid häradsrätten. Jon Jonsson var ledamot av bondeståndet vid riksdagarna 1809–1810, 1810, 1812, 1815, 1817–1818, 1823, 1828–1830 och 1834–1835. Han var under dessa ledamot av enskilda besvärsutskottet 1809–1810, konstitutionsutskottet 1809–1810, 1810, 1828–1830 och 1834–1835, statsutskottet 1809–1810, 1815 och 1817–1818, förstärkta statsutskottet 1810, 1812 och 1823, bevillningsutskottet 1812, särskilda utskottet 1812 och 1823, av allmänna besvärs- och ekonomiutskottet 1815 och av hemliga utskottet vid 1823, 1828–1830 och 1834–1835 års riksdagar. Jon Jonsson var även statsrevisor vid 1809–1810, 1812 och 1815 års riksdagar, bondeståndets vice talman vid 1812, 1823, 1828–1830 och 1834–1835 års riksdagar. Han var även deputerad av övervara Karl XIV Johans kröning i Norge 1818, ledamot av Blekinge läns hushållningssällskaps förvaltningsutskott 1814–1818 och fullmäktig i riksgäldskontoret 1823–1834.
Jon Jonsson var ledamot av Kungliga Patriotiska Sällskapet från 1818 och korresponderande ledamot av Lantbruksakademien.